# Daniela Schulte
Pour les articles homonymes, voir Schulte.
Daniela Schulte, née le 30 juin 1982 à Berlin, est une nageuse paralympique allemande dans la classe S11.

## Biographie
Daniela Schulte est née le 30 juin 1982.
Ayant développé une déficience visuelle d'origine génétique à l'âge de neuf ans, Schulte a commencé à nager pour les compétiteurs handicapés à l'âge de 13 ans. Un an plus tard, Schulte a participé aux Jeux paralympiques d'été de 1996 à Atlanta, remportant des médailles d'or avec les relais 4x100m nage libre et 4x100m nage libre B1-3 ainsi que deux médailles d'argent dans les épreuves 100m nage libre et 200m nage libre individuel B1. Aux Jeux paralympiques d'été de Sydney en 2000, Schulte a pu ajouter une médaille d'argent au 100 m nage libre S11 à son compte.
En 2003, Schulte a donné naissance à des jumeaux. Elle est retournée à la compétition en 2007 et a remporté une médaille de bronze aux Jeux paralympiques d'été 2008 à Beijing. En 2012, elle a été choisie comme porte-drapeau allemand lors de la cérémonie d'ouverture des Jeux paralympiques d'été 2012 à Londres. Pendant les Jeux, Schulte a remporté sa première médaille d'or individuelle dans l'épreuve du 400 m nage libre S11 et une médaille d'argent dans le 200 m nage libre individuel SM11.
En plus de ses honneurs paralympiques, elle a également remporté 14 médailles d'or aux Championnats du monde et aux Championnats d'Europe.

## Palmarès paralympique
- Médaille d'or sur 400 m S11 nage libre aux Jeux paralympiques d'été de 2012
- Médaille d'or sur 4x100 m B1-3 nage libre aux Jeux paralympiques d'été de 1996
- Médaille d'or sur 4x100 m B1-3 4 nages aux Jeux paralympiques d'été de 1996
- Médaille d'argent sur 200 m SM11 4 nages aux Jeux paralympiques d'été de 2012
- Médaille d'argent sur 100 m S11 dos aux Jeux Jeux paralympiques d'été de 2000
- Médaille d'argent sur 100 m B1 nage libre aux Jeux paralympiques d'été de 1996
- Médaille d'argent sur 200 m B1 4 nages aux Jeux paralympiques d'été de 1996
- Médaille de bronze sur 100 m S11 dos aux Jeux Jeux paralympiques d'été de 2008